# Lê Văn Thịnh
Lê Văn Thịnh (chữ Hán: 黎文盛; 1038–1096) là người đỗ đầu trong khoa thi đầu tiên của Nho học Việt Nam, được bổ làm quan, dần trải đến chức Thái sư triều Lý. Năm 1084, ông thành công trong việc bàn nghị về việc cương giới với quan nhà Tống, khiến nước này phải trả lại 6 huyện 3 động thuộc châu Quảng Nguyên cho An Nam. Tuy nhiên đến năm 1096 thì ông bị đày rồi mất, sau khi xảy ra "Vụ án hồ Dâm Đàm" (1095).

## Tiểu sử
Lê Văn Thịnh quán tại hương Đông Cứu, nay là thôn Bảo Tháp, huyện Gia Bình, tỉnh Bắc Ninh. Tương truyền, cha mẹ ông là người nhân từ, thường giúp đỡ tất cả những ai có hoàn cảnh khó khăn, hoạn nạn. Cha ông vừa dạy học vừa bốc thuốc trong làng và ngay từ còn nhỏ, Lê Văn Thịnh đã được cha dạy dỗ cẩn thận. Theo thần tích địa phương, ông sinh năm Dần, nhưng có nơi chép là năm Mậu Dần (1038), có nơi chép là năm Canh Dần (1050).
Lê Văn Thịnh nức tiếng thông minh, học đâu nhớ đấy và nhớ rất lâu. Ông rất hiếu học, thường chong đèn đọc sách đến khuya, mẹ phải giục nhiều lần mới đi ngủ. Nhờ chuyên cần như thế nên năm mười ba tuổi, Lê Văn Thịnh đã nổi tiếng là người thông minh kinh sử, hiểu biết rộng. Mọi người trong vùng và bạn bè gọi ông là thần đồng. Năm Lê Văn Thịnh mười tám tuổi, cả cha lẫn mẹ ông đều qua đời. Ông dời đến sống ở trang Chi Nhị (nay là thôn Chi Nhị, huyện Gia Bình, tỉnh Bắc Ninh) và mở trường dạy học ở đây. Dân trong vùng biết tiếng ông nên cho con theo học rất đông.
Tháng 2 năm Ất Mão (1075), vua Lý Nhân Tông cho mở khoa thi Minh kinh bác học và thi Nho học tam trường, Lê Văn Thịnh dự thi và đã đỗ đầu.
Ban đầu, ông được vào hầu vua học, sau trải thăng chức Nội cấp sự, rồi Thị lang bộ Binh vào năm Bính Thìn (1076).

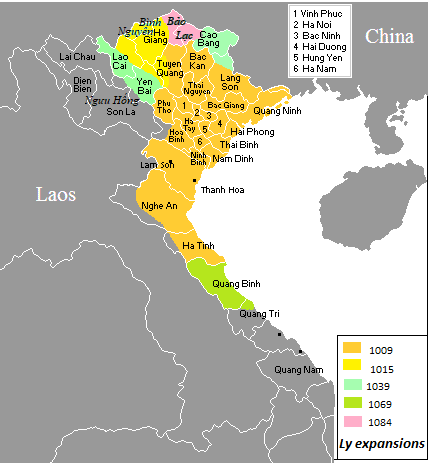
Sự thay đổi lãnh thổ An Nam thời nhà Lý (1009–1225). Kết quả cuộc thương lượng của Lê Văn Thịnh về biên giới An Nam-Đại Tống năm 1084: nhà Tống đổi trả cho nhà Lý 6 huyện thuộc Bảo Lạc và 6 động thuộc Túc Tang; nay là vùng đất các huyện Đồng Văn, Mèo Vạc tỉnh Hà Giang, và Bảo Lạc, Bảo Lâm, Hà Quảng, Nguyên Bình (Tĩnh Túc) của tỉnh Cao Bằng; thay thế cho các động Vật Dương, Vật Ác, Lôi Hỏa mất về Tống mà đã trở thành các châu Quy Hóa, Thuận An nhà Tống.

Tháng 6 năm Giáp Tý (1084), ông được cử đi đến trại Vĩnh Bình (thuộc Cao Bằng ngày nay) để bàn nghị về việc cương giới với Chánh sứ nhà Tống là Thành Trạc. Sau khi đã "phân giải mọi lẽ", nhà Tống chấp thuận trả lại cho Đại Việt (Việt Nam) 6 huyện 3 động thuộc châu Quảng Nguyên (nay là phần đất ở phía Tây Bắc tỉnh Cao Bằng) mà họ đã chiếm trước đây, và cho thông sứ như cũ. Tiếc của, vì nghe đâu nơi ấy có vàng, người Tống có thơ rằng:
Nhân tham Giao Chỉ tượng,
Khướt thất Quảng Nguyên kim.
Nghĩa là:
Vì tham voi Giao Chỉ,
Bỏ mất vàng Quảng Nguyên.
Theo sử liệu, thì trong dịp này, Lê Văn Thịnh còn được vua Tống ban chức Long Đồ các Đãi chế, và sau đó được vua Lý Nhân Tông cất lên làm Thái sư vào năm Ất Sửu (1085).
Cống hiến cho nhà Lý thêm 10 năm thì xảy ra "vụ án hồ Dâm Đàm" vào năm Ất Hợi (1095). Sau đó (1096), ông bị đày đi Thao Giang (thuộc Tam Nông, Vĩnh Phú ngày nay).
Lê Văn Thịnh mất năm nào không rõ. Theo thông tin ở Đình Tổ (Thuận Thành), nơi thờ Lê Văn Thịnh làm Thành hoàng làng, thì Lê Văn Thịnh mất ở đó trên đường mãn hạn tù về quê, cách quê hương Đông Cứu khoảng 20 km.

## Vụ án hồ Dâm Đàm

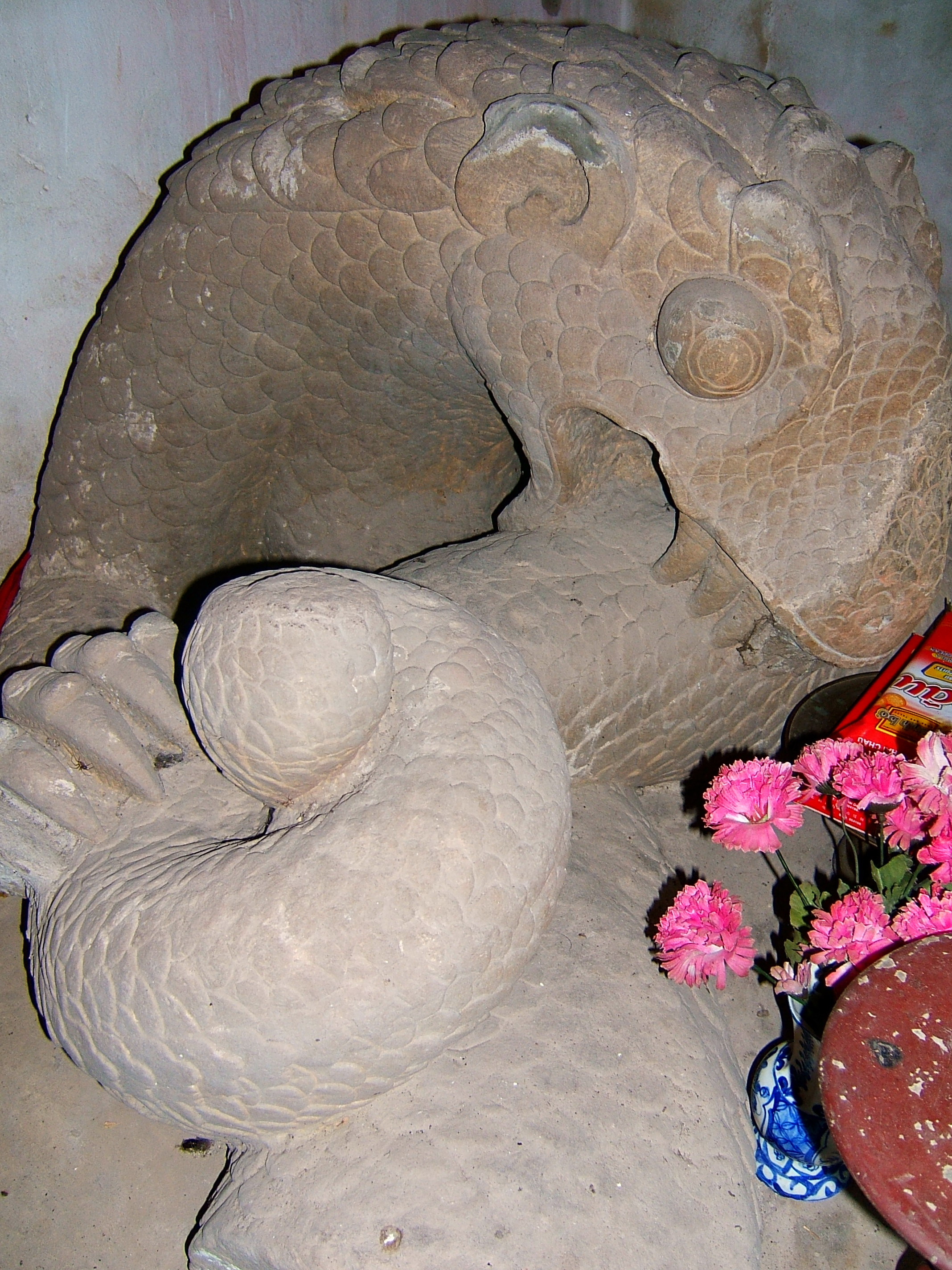
Tượng mãng xà cắn đuôi vốn nằm ở cánh đồng gần đền thái sư Lê Văn Thịnh, được nông dân đi cấy phát hiện hồi thập niên 1960 và đưa vào đền bảo quản đến nay, tuy nhiên tượng này không liên hệ gì với nhân vật Lê Văn Thịnh. Hiện vật đã được công nhận là Bảo vật quốc gia.

Sách Đại Việt sử lược ra đời vào thời Trần, kể lại vụ án như sau:
"Mùa đông, tháng 11, năm Ất Hợi (1095), nhà vua (Lý Nhân Tông) xem đánh cá ở Diêu Đàm (hay Dâm Đàm, nay là Hồ Tây, Hà Nội). Lúc bấy giờ vua ngự trong một chiếc thuyền nhỏ, thị vệ theo hầu rất ít. Thái sư Lê Văn Thịnh vốn có mưu gian, nhân cơ hội ấy mới dùng ảo thuật làm khói sương nổi thoắt lên bao phủ cả mặt hồ, ban ngày mà tối tăm mù mịt. Một lát, nhà vua nghe tiếng mái chèo sắp đến gần, vua có ý sợ xảy ra tai biến mới lấy cái mác phóng ra. Khói sương theo cái mác mà tan biến đi thì thấy thuyền của Lê Văn Thịnh đã đến gần, với đồ hung khí. Vua sai người bắt giữ Lê Văn Thịnh lại rồi hạ chiếu đem an trí ở miệt Thao Giang. Trước kia, trong nhà Lê Văn Thịnh có tên đầy tớ là người Đại Lý (tức Vân Nam, Trung Quốc ngày nay), giỏi làm ảo thuật, Lê Văn Thịnh học được phép của nó. Và, đến đây thì làm phản".
Sau đó, sách Đại Việt sử ký toàn thư ra đời vào thời Hậu Lê kể lại vụ án như sau: 
"Mùa xuân, tháng 3, Lê Văn Thịnh mưu làm phản, tha tội chết, an trí ở Thao Giang. Bấy giờ vua Lý Nhân Tông ra hồ Dâm Đàm, ngự thuyền nhỏ xem đánh cá. Chợt có mây mù nổi lên, trong đám mù nghe có tiếng thuyền bơi đến, tiếng mái chèo rào rào, vua lấy giáo ném. Chốc lát mây mù tan, thấy trong thuyền có con hổ, mọi người sợ tái mặt, nói: "Việc nguy rồi!". Người đánh cá là Mục Thận quăng lưới trùm lên con hổ, thì ra là Thái sư Lê Văn Thịnh. Vua nghĩ Thịnh là đại thần có công giúp đỡ, không nỡ giết, đày lên trại đầu Thao Giang. Trước đấy Lê Văn Thịnh có gia nô người nước Đại Lý có phép thuật kỳ lạ, cho nên mượn thuật ấy toan làm chuyện thí nghịch.
So lại, nội dung vụ án khá giống nhau, tuy nhiên về sau rõ ràng có sự thêm thắt (rất hoang đường) khi cho rằng Lê Văn Thịnh đã "hóa hổ" để mưu sát. Vụ án trên, lâu nay người ta đã bàn nhiều. Có người nói vì ông bị nghi kỵ nên bị hạ bệ; có người nói ông là nạn nhân bởi sự xung đột ý thức hệ giữa Phật giáo (Quốc giáo, mà người đứng đầu là Thái hậu Ỷ Lan và vua Lý Nhân Tông) và Nho giáo (mà đứng đầu là ông), v.v. Tuy chưa thống nhất được nguyên nhân, nhưng có một điểm chung là Thái sư Lê Văn Thịnh đã bị hàm oan.
Theo lưu truyền dân gian, khi sức lực tàn kiệt, Lê Văn Thịnh được ân xá, lần tìm về quê hương. Nhưng khi đến làng Điềng (xã Đình Tổ, huyện Thuận Thành, tỉnh Bắc Ninh) thì yếu dần. Một nông dân thấy cụ già gầy yếu như hành khất liền biếu bát cháo hoa để cụ ăn. Bác nông dân hỏi: "Cụ có thèm ăn thứ gì nữa không?", ông trả lời muốn ăn một khúc cá. Bác nông dân lựa được con cá mè hoa đem nướng một khúc biếu cụ. Lê Văn Thịnh ăn cá xong nằm nghỉ và mất tại đó. Dân làng Điềng khi biết đó là Trạng nguyên Lê Văn Thịnh liền đưa cụ ra một gò nổi bên bờ sông Dâu. Xác cụ được mối đùn kín, dân làng thấy lạ liền chôn cất và lập đình thờ, tôn cụ làm Thành hoàng làng.
Tại quê hương của Thái sư Lê Văn Thịnh hiện nay có hai khu di tích lập ra để thờ ông (ở Thuận Thành và Gia Bình), và khu lăng mộ của ông cũng đã được trùng tu nhiều lần. Ngày nay tại Thành phố Hồ Chí Minh có con đường và bệnh viện cùng tên, tại nơi sinh của ông có trường trung học phổ thông cùng tên.

## Sách tham khảo
- Khuyết danh, Đại Việt sử lược. Nhà xuất bản Thành phố Hồ Chí Minh, 1993.
- Ngô Sĩ Liên, Đại Việt sử ký toàn thư (Tập I và II). Nhà xuất bản Khoa học xã hội, Hà Nội, 1983.
- Trần Trọng Kim, Việt Nam sử lược. Nhà xuất bản Tân Việt, Sài Gòn, 1968.
- Nguyễn Q. Thắng – Nguyễn Bá Thế, Từ điển nhân vật lịch sử Việt Nam. Nhà xuất bản Khoa học xã hội, Hà Nội, 1992.